# Kościół i klasztor benedyktynek w Grudziądzu
Kościół i klasztor benedyktynek w Grudziądzu – obecnie kościół parafialny Ducha Świętego i muzeum.

## Historia

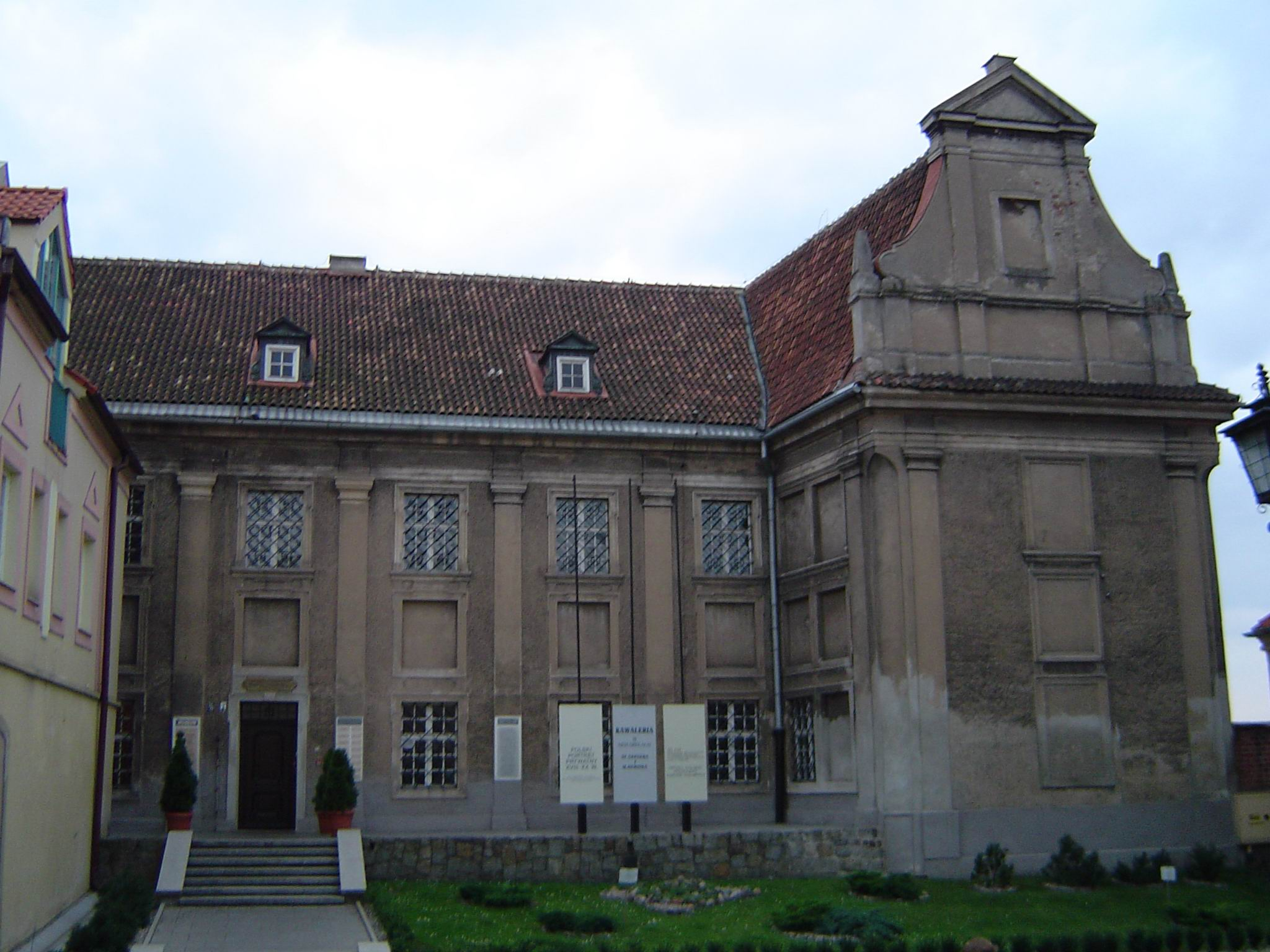
Część zabudowań klasztoru, obecnie Muzeum w Grudziądzu

### Okres ewangelicki
Wkrótce po krzyżackiej lokacji Grudziądza w 1291 r. w pobliżu Bramy Toruńskiej w południowej części miasta powstał przytułek – szpital Św. Ducha – z własną kaplicą. Po pożarze, w 1345 r. został włączony do uposażenia fary św. Mikołaja. W XVI w. stał się świątynią ewangelicką (zapewne tutaj, w latach 1552–1553 pierwsze w Grudziądzu jawnie luterańskie kazania głosił ks. dr Joachim Mörlin), co usankcjonował przywilej króla Zygmunta Augusta z 1569 r. W 1598 r. kościół odzyskali katolicy, jednak z niego nie korzystali i w latach 1608–1618 (lub według innych źródeł do 1624) znowu odbywały się w nim nabożeństwa protestanckie.

### Pod opieką benedyktynek
W 1631 r. zabudowania objęły przybyłe z Torunia benedyktynki. Fundatorami klasztoru byli starosta pokrzywieński Jan Działyński i jego małżonka Justyna z domu Knutówna, którzy dostarczyli odpowiednich funduszy i nadań ziemskich. Już wcześniej na fali kontrreformacji dzięki Działyńskim osiadł w Grudziądzu zakon jezuitów. Pierwszą przełożoną (ksienią) benedyktynek została siostra fundatorki, Dorota Knutówna. W tym czasie wzniesiono pierwsze zabudowania klasztorne i dokonano przebudowy kościoła. Mniszki prowadziły szkołę dla dziewcząt.
Podczas potopu szwedzkiego w 1656 r. kościół spłonął i zakonnice na 3 lata przeniosły się do swoich wiejskich posiadłości. Po wojnie kościół odbudowano i powstały prowizoryczne zabudowania klasztorne. W latach 1728–1731 staraniem ksieni Heleny Gaudówny wzniesiono bardziej okazałe gmachy, próbując przy tej okazji rozebrać część sąsiednich murów obronnych (jako zasłaniających widok z okien), co spowodowało ostry konflikt z miastem. Mniszki w obronie swoich przywilejów i posiadłości, toczyły takich sporów więcej. Za rządów ksieni Elżbiety Radowickiej w latach 1749–1750 wzniesiono ozdobną furtę klasztorną, zwaną dziś Pałacem Opatek, w której podejmowano również świeckich gości, dom kapelanów, ponadto zbudowano krużganki łączące poszczególne budynki. Kościół przedłużono ku zachodowi i z tamtej strony dodano wieżę z ażurowym hełmem – niewysoką, ale znakomicie ożywiająca panoramę miasta. Do furty od strony dziedzińca po 1766 r. dobudowano rezydencję ksieni. Cały zespół od strony miasta otoczono murem z figurami świętych.

### Pod zaborami
Klasztor został skasowany przez władze pruskie w 1810 r., choć mniszki pozostały w nim aż do 1836 r. W międzyczasie, w 1823 r. kościół Św. Ducha przekształcono w ewangelicką świątynię garnizonową. W kolejnych latach rozebrano wieżę, dom kapelanów, krużganki i mur wokół zabudowań. Od 1834 r. mieściło się tu seminarium nauczycielskie, ze szkołą i mieszkaniami nauczycieli. Po zbudowaniu nowego kościoła garnizonowego w 1900 r. kościół przeznaczono dla żołnierzy-katolików.

### Po I wojnie światowej
Po powrocie Grudziądza do Polski w 1920 r. służył katolikom niemieckim, młodzieży gimnazjalnej, a w 1928 r. po renowacji (podczas której dobudowano kruchtę) stał się filialnym fary. Podczas walk w 1945 r. wszystkie zabudowania spłonęły, pozostały tylko uszkodzone mury. Pałac Opatek odbudowano jeszcze w latach 40. (choć bez tylnego skrzydła mieszkalnego) z przeznaczeniem na szkołę muzyczną. Odbudowę budynków klasztornych zakończono w 1954 r. i stały się siedzibą Muzeum w Grudziądzu, które z czasem przejęło również Pałac Opatek i sąsiednie spichrze. Kościół, odbudowany w 1959 r., od 1980 r. jest świątynią parafialną.

## Zabytki

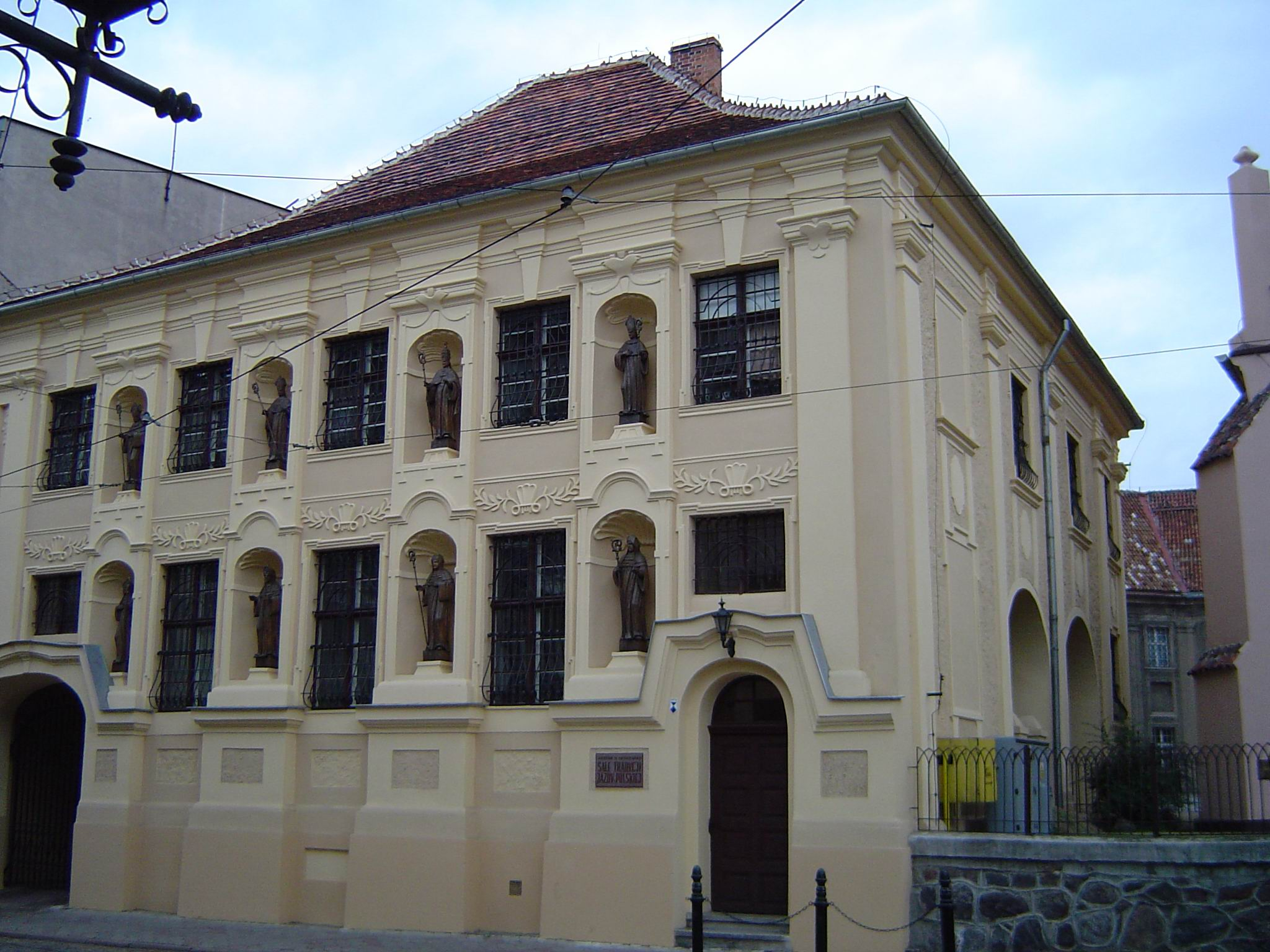
Pałac Opatek

Kościół Św. Ducha i zabudowania poklasztorne zajmują cały południowo-zachodni kwartał staromiejski, tworzący trójkąt ograniczony ulicami Klasztorną i Wodną oraz linia przebiegu murów obronnych. Kościół jest budowlą tynkowaną, salową, obecnie w zasadniczym zrębie barokową, oszkarpowaną, zapewne z wykorzystaniem partii murów gotyckich. Ozdobnie rozwiązaną elewację wschodnią – dawniej od strony głównego wyjazdu z miasta – wieńczy manierystyczny szczyt, ozdobiony blendami i najeżony sterczyna. Wejście prowadzi od strony północnej. Wnętrze kryte jest żelbetowym stropem z czasów ostatniej odbudowy. Jedynym zachowanym zabytkiem ruchomym jest duży barokowy krucyfiks zawieszony na elewacji wschodniej. Mozaikowe tło ołtarza głównego zaprojektował Krzysztof Cander. Do 1945 r. zachowany był jeszcze barokowy ołtarz i wykonane po 1900 r. witraże z postaciami patronów różnego sił zbrojnych.
Obok wschodniej części kościoła od ul. Klasztornej wznosi się piętrowy Pałac Opatek – furta z sienią wjazdową na teren zabudowań – piętrowy budynek o malowniczej, nietypowo rozwiązanej fasadzie, podzielonej pilastrami, w których w dwóch kondygnacjach wnęk rozmieszczono 8 drewnianych późnobarokowych figur zakonnych świętych. Budynek kryty jest czterospadowym dachem. Kompleks właściwego klasztoru składa się z 2 budynków na zachód od kościoła, jednego w przedłużeniu jego osi wzdłuż ul. Wodnej, drugiego wzniesionego na krawędzi wiślanej skarpy (i na linii średniowiecznych murów obronnych), o rzucie zbliżonym do załamanej litery L. Piętrowe elewacje zdobione są pilastrami, dachy są dwuspadowe, a wyróżniającym akcentem są wysokie wolutowe szczyty na krańcach elewacji. Wnętrza uległy całkowitemu przekształceniu podczas odbudowy na cele muzealne. Pierwotnie na przedłużeniu linii korpusu klasztoru ku wschodowi wzdłuż murów wznosiły się zabudowania gospodarcze. Dzięki eksponowanej lokalizacji, jasne elewacje klasztorne stały się jednym z akcentów panoramy Starego Miasta od strony Wisły, wyraźnie odcinającym się od dominującej czerwieni elewacji potężnych spichrzów.